# Epidendrum pseudepidendrum
Epidendrum pseudepidendrum är en orkidéart som beskrevs av Heinrich Gustav Reichenbach. Epidendrum pseudepidendrum ingår i släktet Epidendrum och familjen orkidéer. Inga underarter finns listade i Catalogue of Life.

## Bilder

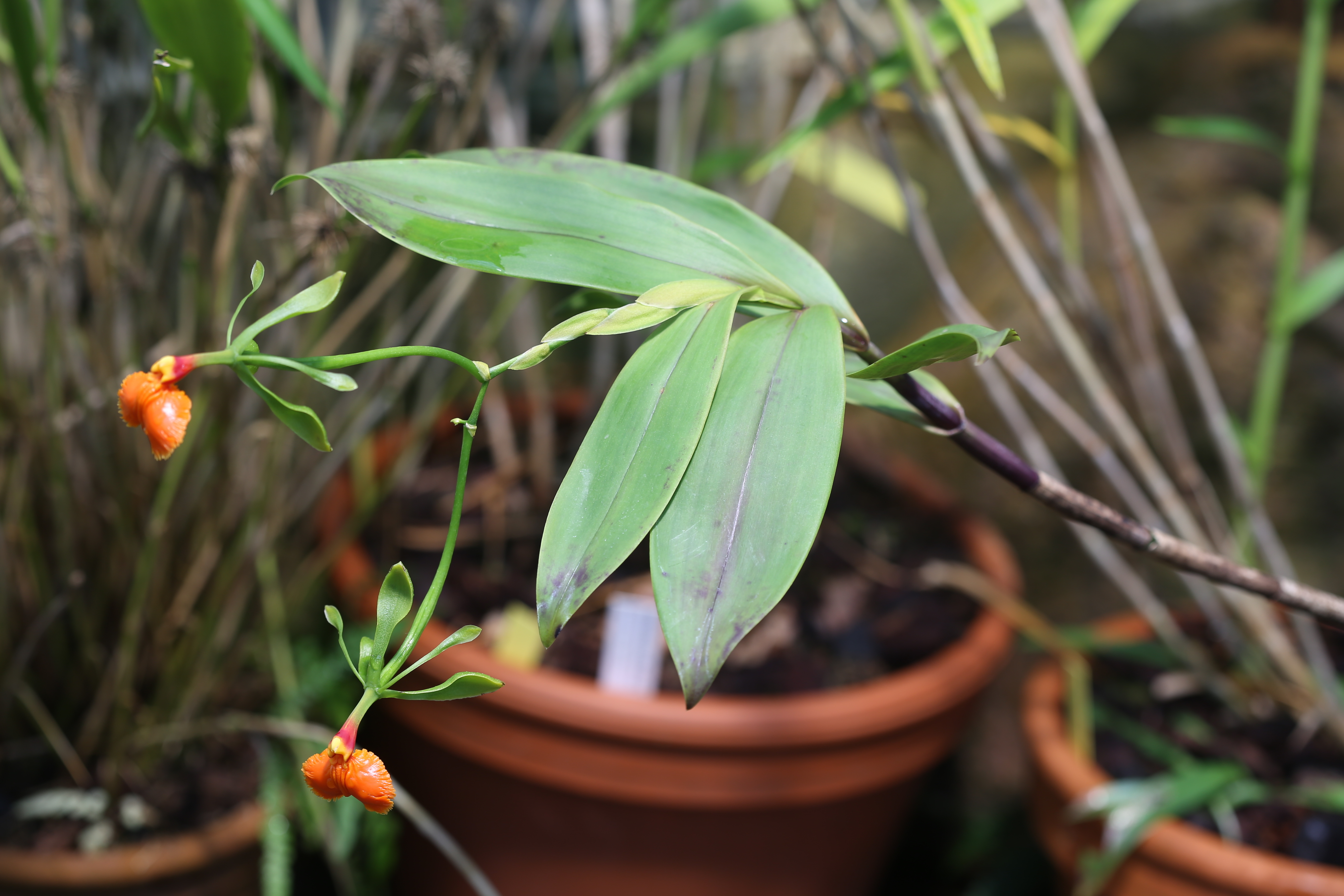
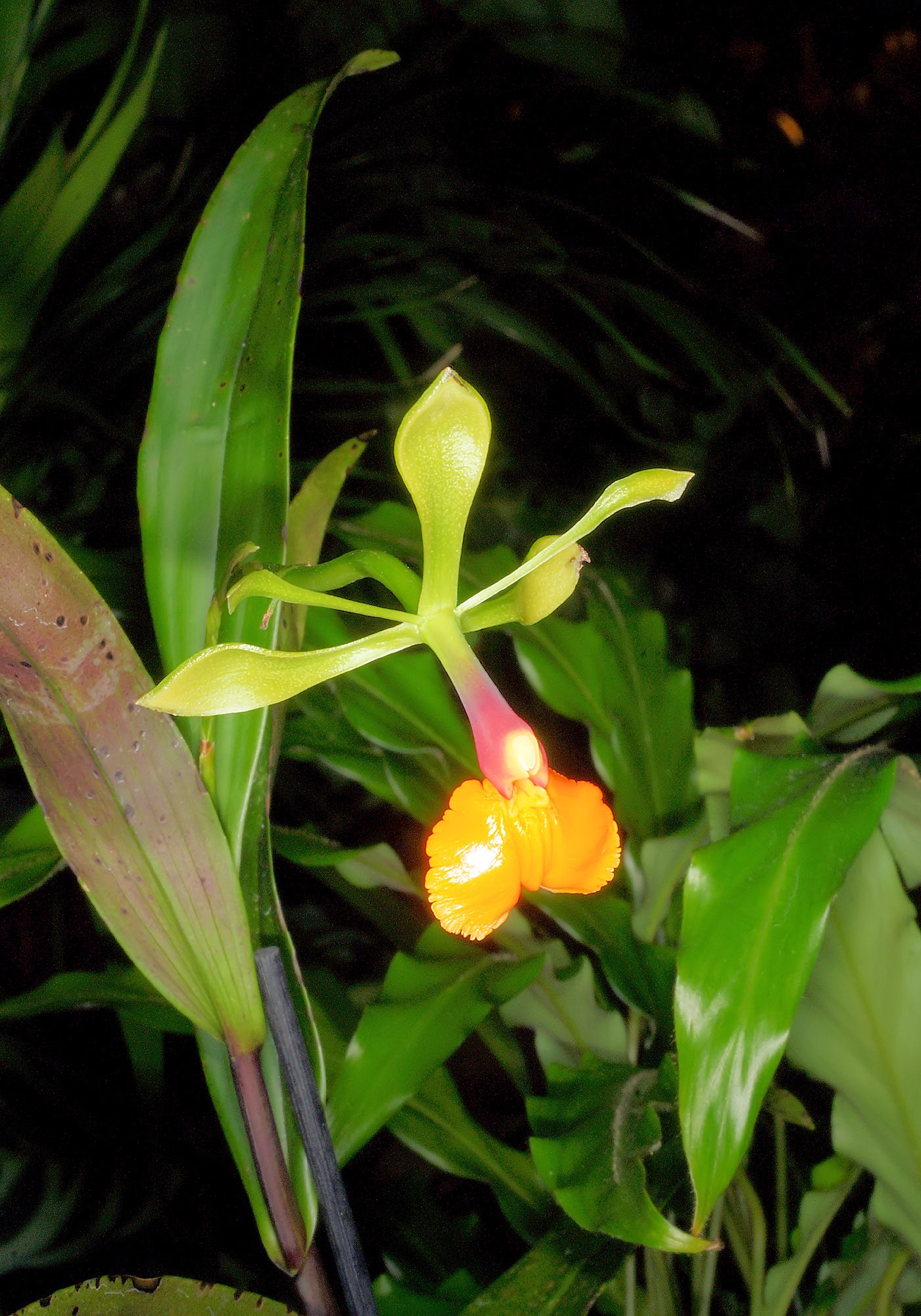
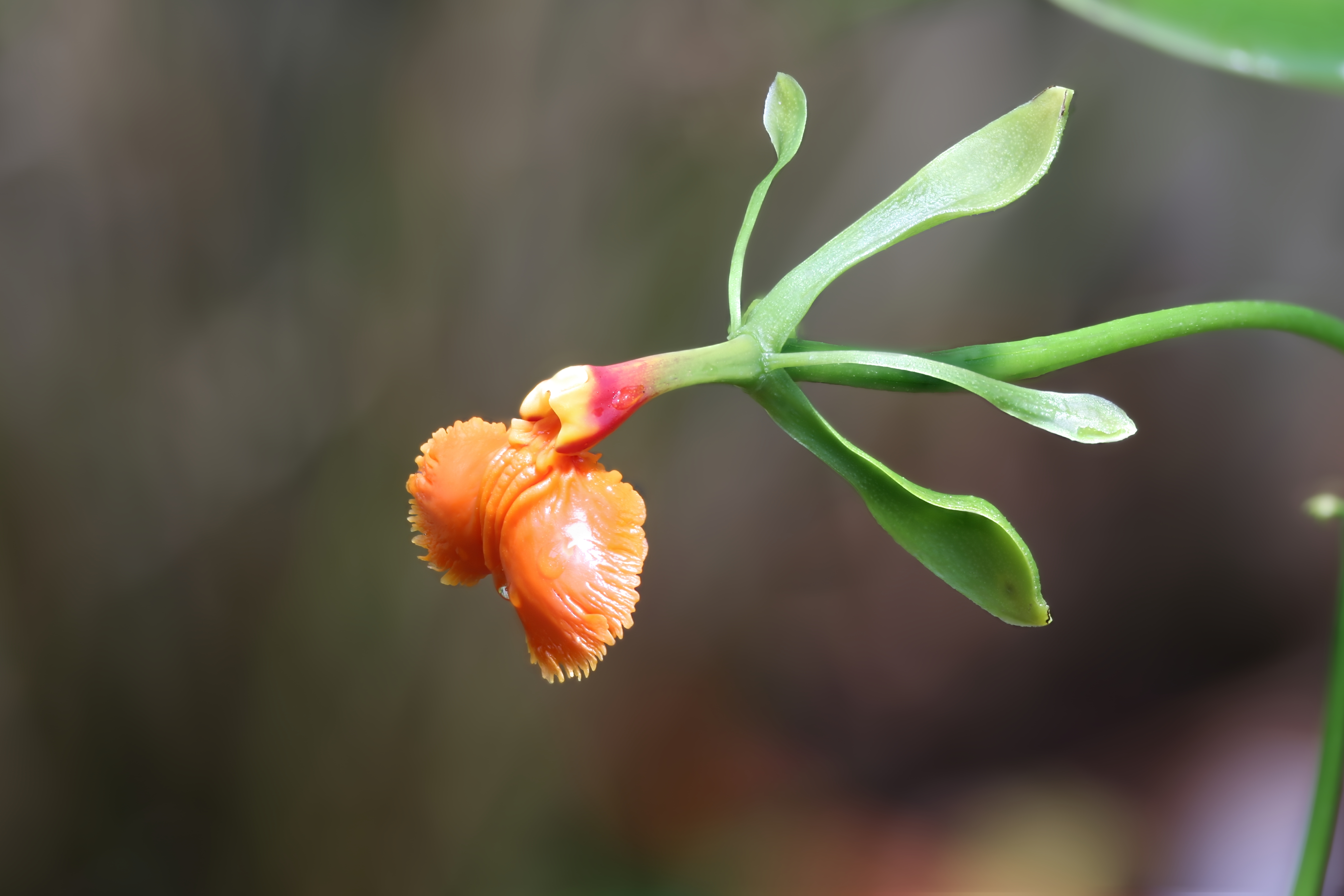
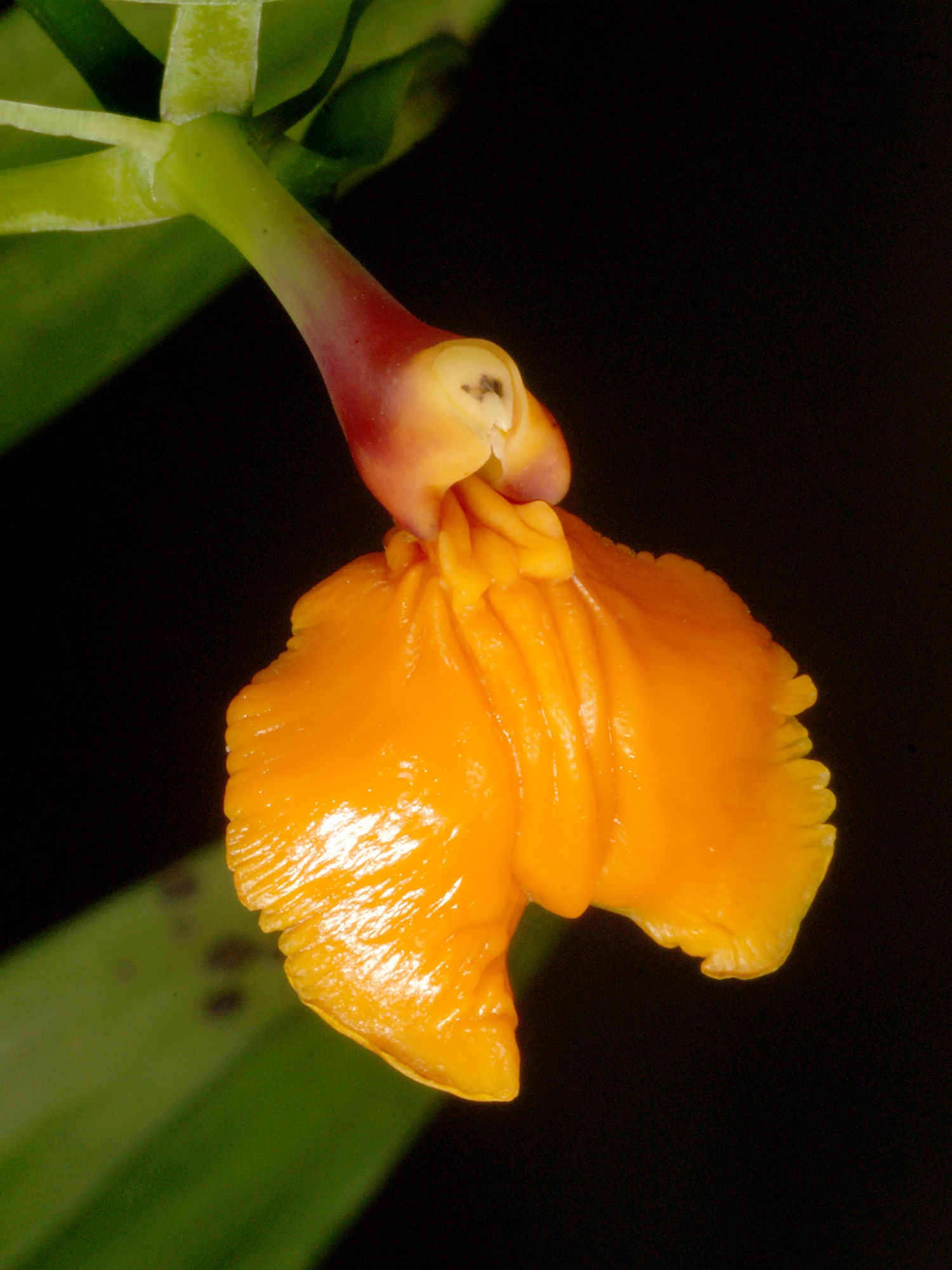

### Illustrationer

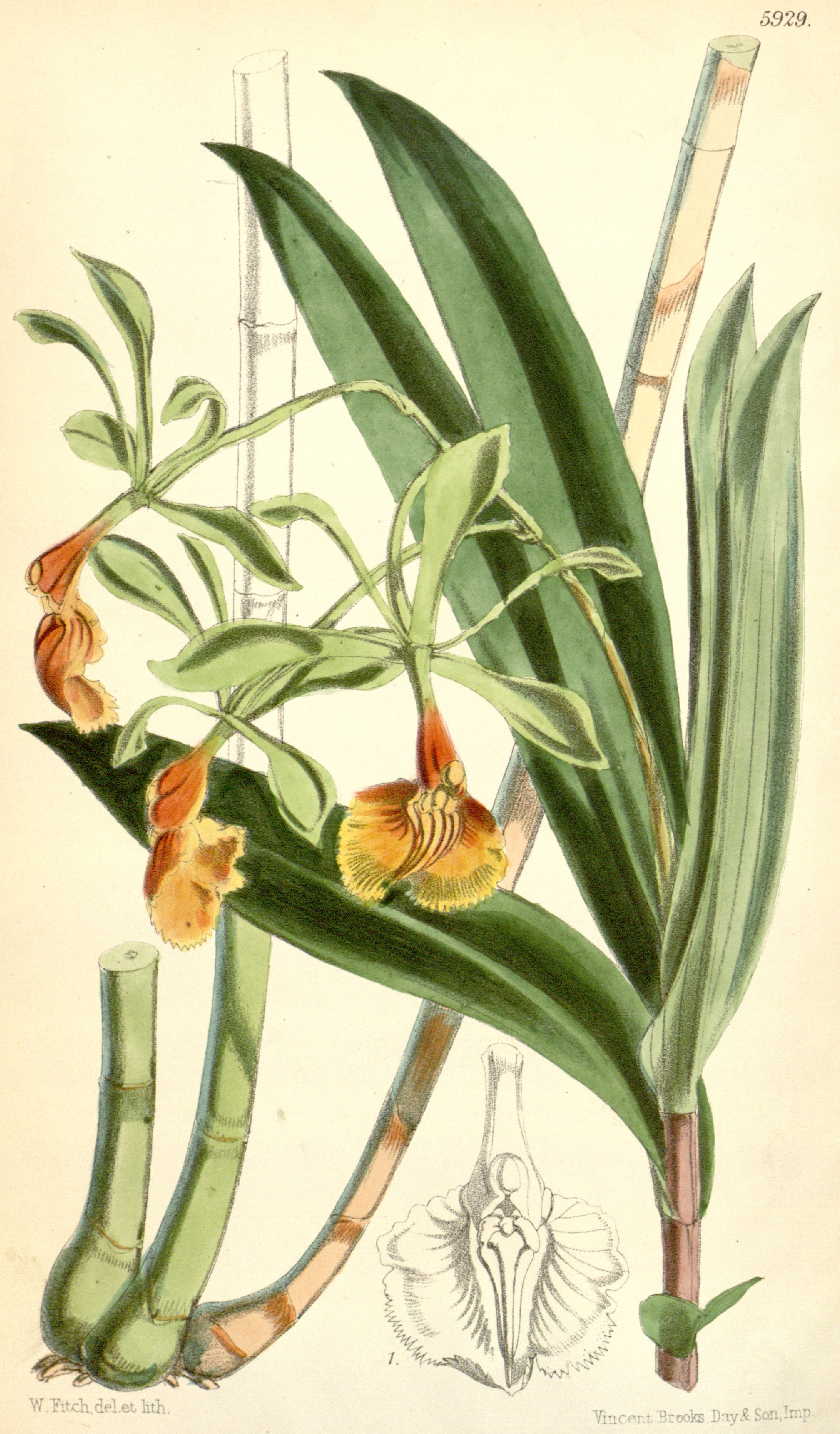
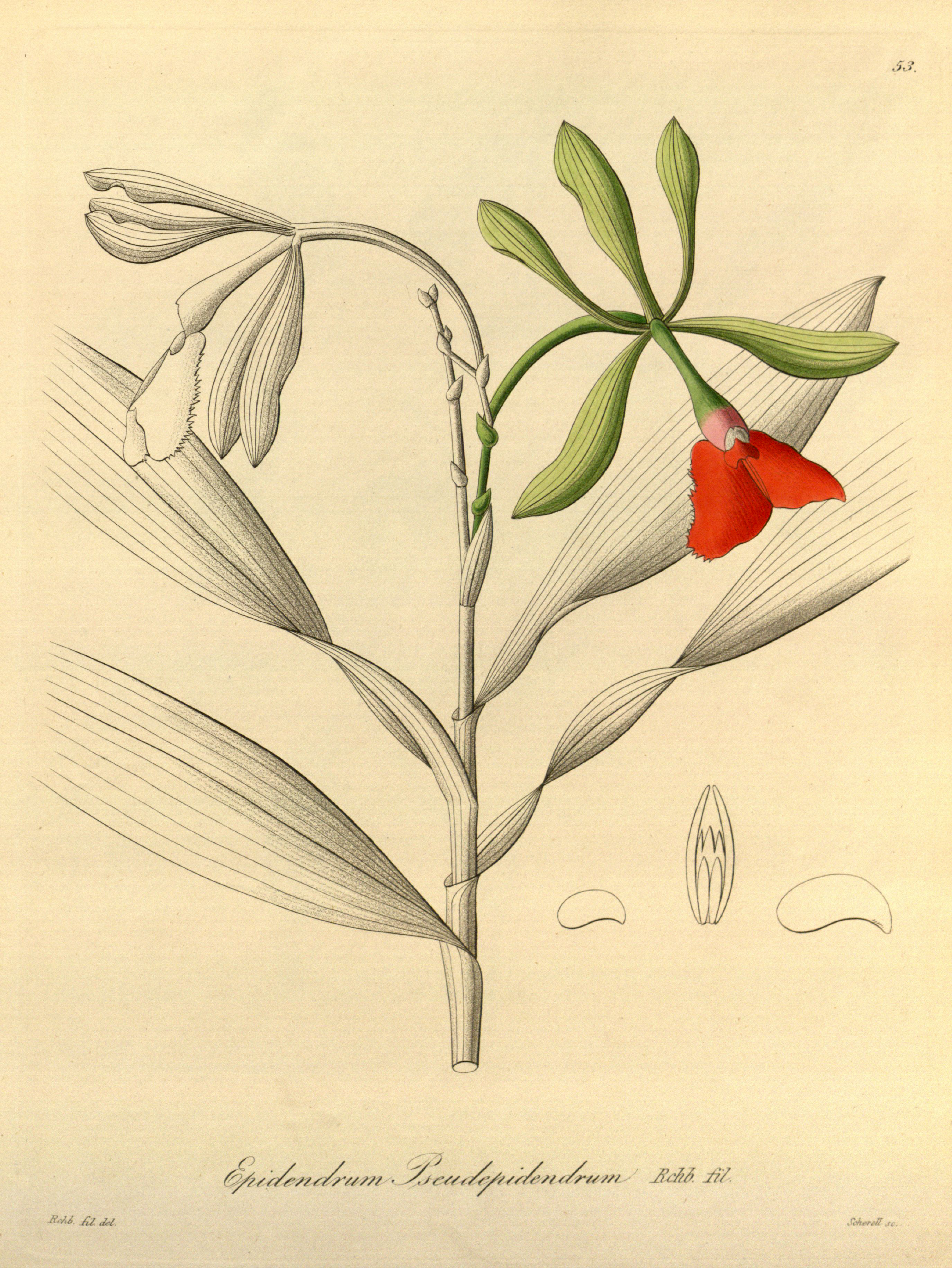